# Município de Monroe (condado de Clermont, Ohio)
O município de Monroe (em inglês: Monroe Township) é um município localizado no condado de Clermont no estado estadounidense de Ohio. No ano de 2010 tinha uma população de 7.828 habitantes e uma densidade populacional de 95,33 pessoas por km².

## Geografia
O município de Monroe encontra-se localizado nas coordenadas 38° 56′ 04″ N, 84° 11′ 25″ O. Segundo a Departamento do Censo dos Estados Unidos, o município tem uma superfície total de 82.12 km², da qual 81,38 km² correspondem a terra firme e (0,89 %) 0,73 km² é água.

## Demografia
Segundo o censo de 2010, tinha 7.828 habitantes residindo no município de Monroe. A densidade populacional era de 95,33 hab./km². Dos 7.828 habitantes, o município de Monroe estava composto pelo 97,83 % brancos, o 0,43 % eram afroamericanos, o 0,24 % eram amerindios, o 0,14 % eram asiáticos, o 0,22 % eram de outras raças e o 1,14 % eram de uma mistura de raças. Do total da população o 0,91 % eram hispanos ou latinos de qualquer raça.